# Onthophagus telephus
Onthophagus telephus là một loài bọ cánh cứng trong họ Bọ hung (Scarabaeidae).